# Pi Eridani
Pi Eridani (π Eridani, förkortat Pi Eri, π Eri)  som är stjärnans Bayerbeteckning, är en ensam stjärna belägen i den mellersta delen av stjärnbilden Eridanus. Den har en skenbar genomsnittlig skenbar magnitud på 4,40, är svagt synlig för blotta ögat där ljusföroreningar ej förekommer och är en långsam oregelbunden variabel av typ LB, som kan öka i magnitud upp till 4,38. Baserat på parallaxmätning inom Hipparcosuppdraget på ca 6,8 mas, beräknas den befinna sig på ett avstånd på ca 480 ljusår (ca 40 parsek) från solen.

## Egenskaper
Pi Eridani är en röd pulserande jättestjärna av spektralklass M1 III och befinner sig för närvarande på den asymptotiska jättegrenen. Den har en radie som är ca 77 gånger större än solens och utsänder från dess fotosfär ca 12 procent mera energi än solen vid en effektiv temperatur på ca 3 840 K.